# 宜都市
宜都市是中華人民共和國湖北省西南部的一个县级市，由宜昌市代管，位于长江南岸，长江与其支流清江交汇处。素有“楚蜀咽喉，鄂西门户”之称，面积1357平方公里，常住总人口約37万人。隶属于三峡宜昌“半小时经济圈”，鄂、渝、湘三省市交界处，境内建有三座长江大桥、两座清江大桥，从市区到三峡机场最短距離37.6公里，焦柳铁路贯穿南北，两江可通航。宜都古称夷道，原名枝城市，1998年6月更名為宜都市。市人民政府駐陆城街道。
宜都市2006，2007年全省县域经济综合排名第一名，2008，2009，2010年全省县域经济综合排名第二名。宜都市位于湖北省西南部，长江南岸，清江与长江两江交汇处，依山傍水，人杰地灵。市域东北隔长江与枝江市相望，东南邻松滋市（有一块飞地在松滋市王家桥镇内），西南、正西与五峰、长阳土家族自治县交界，北与宜昌市、夷陵区接壤。

## 歷史
宜都市是一座历史古城，中华早期文明的发祥地之一。位於宜都市境內红花套鎮的新石器时代城背溪遗址，证明7000多年前中华民族的祖先曾在这里农牧渔猎。此地自西汉至今已有2100多年以上的建制史。
春秋战国时期，境属楚地，秦朝时县域属南郡，西汉時汉武帝建元六年（公元前135年）置县，名夷道县。东汉建安十五年（210年）刘备改临江郡为宜都郡，宜都之名即始于此，取“宜于建都”之意，并派大将张飞为宜都太守。建安二十四年（219年），东吴大将陆逊占领宜都郡，获取夷道、夷陵、秭归等县，并任宜都太守在此筑城抗蜀，历史上著名的“夷陵之战”就发生在境内。
市府所在地故称“陆城”。自古以来，宜都就有“楚蜀咽喉”、“鄂西门户”、“三峡门城”的美誉，历来为兵家必争之地。 宜都是晚清著名学者杨守敬的故乡，杨守敬在历史地理、书法、金石、版本目录、藏书等多个领域著述宏丰、学高品富，被日本书法界尊称为“开山鼻祖”，今天长江三峡的名称，就是由他所定，杨守敬纪念馆座落清江之滨。宜都还是中国人民解放军独臂将军贺炳炎、宜昌市第一个共产党员胡敌、湖北医科大学创始人朱裕壁的故乡。

### 石器時代
- 舊石器時代：九道河遺址的發現，證明十萬年前左右已有人類在此地生息。
- 新石器時代：有紅花套城背溪遺址、枝城北遗址被發現。

### 先秦時期
春秋戰國時期，屬楚境。

### 帝制时代
- 秦
  - 屬南郡。
- 汉
  - 西漢，建元六年（前135年）始置縣，名夷道。
  - 東漢：
    - 建安十五年（210年）劉備改臨江郡為宜都郡，據傳取意“宜於建都”，太守張飛。
    - 建安二十四年（219年），吳將陸遜取宜都郡，任太守，築城抗蜀。縣治始稱陸城。
- 三國時代
  - 郡屬吳國荊州，轄秭歸、西陵、夷道及佷四縣。
  - 吳永安三年（260年），景帝孫休析宜都郡置建平郡，改轄西陵、夷道及佷山三縣。
- 晋
  - 郡屬荊州，轄夷陵、夷道及佷山三縣。
  - 最遲在西晉末年，即305年之前，自夷道縣析置宜昌縣。
  - 東晉太和間，桓溫因避其父桓彝諱，改夷道縣為西道縣，後復名夷道。
- 南北朝
  - 南朝宋永初元年（420年），宜都郡轄夷陵、宜昌、夷道及佷山四縣。
  - 北朝西魏時屬拓州，轄巴山、夷道、歸化、夷陵四縣。
  - 陈與西梁劃江而治，分為、江南江北夷道夷道。 陈天嘉元年（560年）改江南夷道為宜都縣。
- 隋
  - 開皇七年（587年）廢宜都郡，廢宜都縣，并移宜昌縣治于故宜都縣城，屬松州。後又廢松州，改屬南郡，江北仍為夷道縣，屬峽州。
  - 大業三年（607年）改峽州為夷陵郡，夷道縣改屬夷陵郡。
- 唐
  - 唐初，仍為宜昌、夷道二縣。
  - 武德二年（619年），改宜昌縣為宜都縣，屬江州。
  - 武德四年（621年），夷道、夷陵及遠安三縣屬峽州。
  - 武德六年（623年），改江州為東松州後屬東松州。
  - 貞觀八年（634年），廢東松州並撤夷道縣入宜都縣，屬荊州都督府峽州郡。
  - 天寶元年（742年），改峽州郡為夷陵郡。
  - 乾元元年（758年），復置峽州。
- 五代十國
  - 屬峽州，先後屬吳、荊南。
- 宋
  - 屬荊湖北路峽州夷陵郡。
- 元
  - 屬荊湖北道宣慰司山南江北道峽州路，隸河南行省。
  - 天曆初，改屬中心路。
- 明
  - 屬湖廣布政使司荊州府夷陵州。
- 清
  - 雍正十三年（1735年），改屬荊州府。

### 中華民國
- 民初，屬湖北省宜昌專區。
- 民國十一年（1922年），屬荊宜道。
- 民國二十一年（1932年），屬湖北省第九行政督察區。
- 民國二十五年（1936年），屬湖北省第六行政督察區。
- 民國三十八年（1949年）七月，於第二次國共內戰中為中共佔領，屬湖北省宜昌專區。

### 中華人民共和國
- 1955年，並枝江縣入宜都縣。
- 1958年，屬宜都工業區。
- 1961年，复屬湖北省宜昌專區。
- 1963年，析置枝江縣。
- 1970年，屬宜昌地區。
- 1987年11月30日，撤銷宜都縣設立枝城市，屬宜昌地區。
- 1992年，撤宜昌地區併入宜昌市後，屬宜昌市。
- 1998年6月11日，枝城市更名為宜都市。

## 基本情况
宜都市位于长江与清江交汇处，是湖北省38个山区县市之一，面积1357平方公里，是一座具有2100多年历史的古城。1992年至今属宜昌市管辖。政府驻陆城街道。

## 人口
宜都市第七次全国人口普查公报显示：全市常住人口为367374人，男性人口占比50.38%，女性人口占比49.62%，年龄结构中0-14岁占比11.83%，15-59岁占比61.35%，60岁以上占比26.82%，65岁以上占比19.82%。

## 地理
宜都市地处长江中游近三峡出口、鄂西南部，处于江汉平原向鄂西山区的过渡地带。版图面积1357平方公里，东北隔长江与枝江市接界，东南与松滋市相邻，西南与五峰县接壤，西北与长阳、宜昌两县市相连。
宜都市处于鄂西山地和江汉平原过渡地带，地势西南高、东北低，由西南向东北倾斜，是一个丘陵起伏的半山区。最高点为五峰接壤的帽子尖，海拔1064.6米，最低点为枝城镇的官洲，海拔仅38米。西南地势高竣，群山连绵，高程在250-800米之间，约占总面积的40%。东部丘陵，海拔在50-250米，沿长江及清江出口地势平坦，土地肥沃，中部丘陵、冲沟与岗地交错，但坡度较缓，形成平畈，是宜昌市粮油和农特产品的主要产地。
宜都市属亚热带季风气候，四季分明，气候温和，雨量充沛，光照充足，严冬酷暑时间短。全市的农业气候条件比较优越。

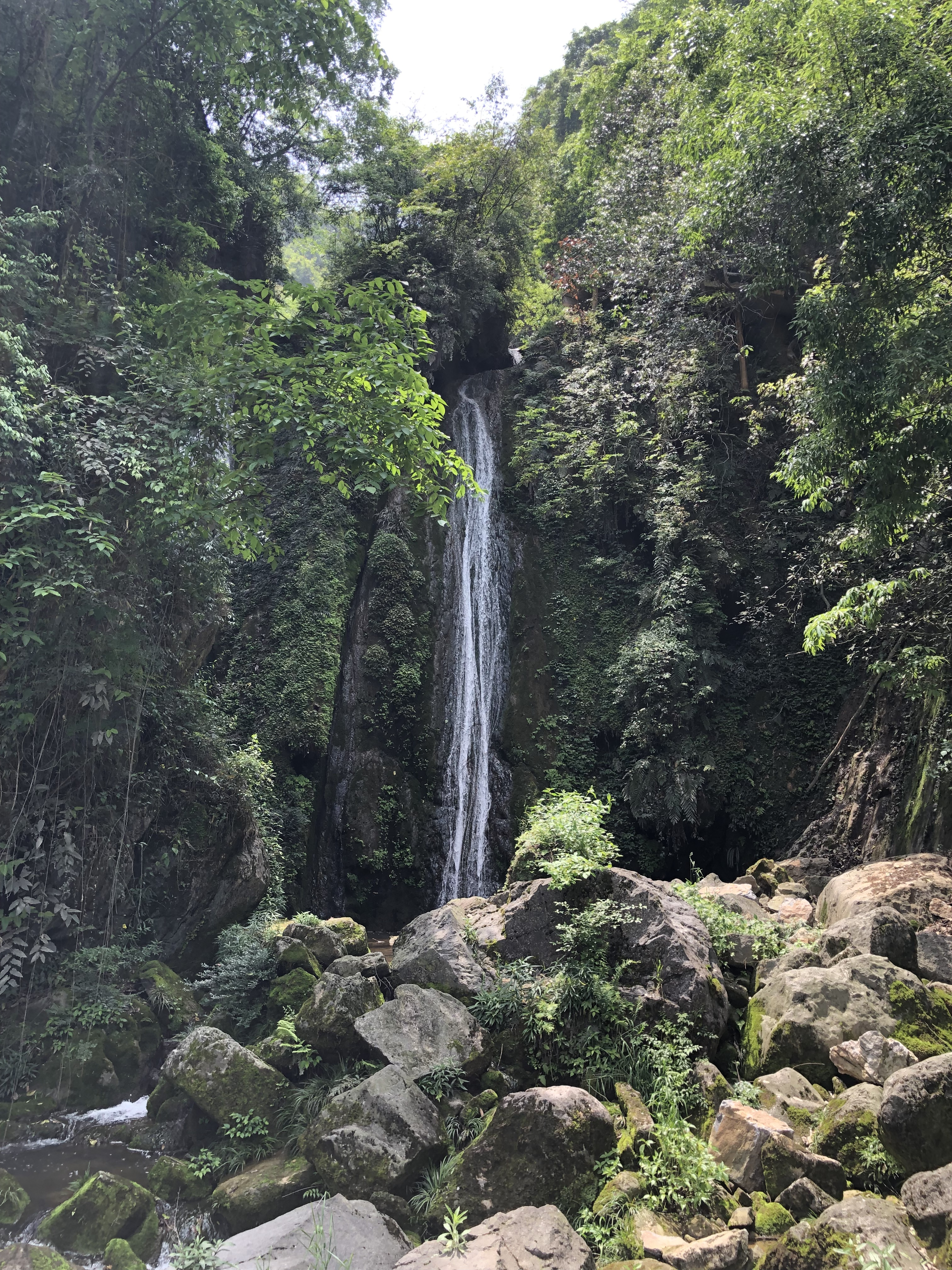
宜都市AAAA级景区三峡九凤谷

## 行政区划

### 当前行政区划
宜都市下辖1个街道办事处、8个镇、1个民族乡：
陆城街道、红花套镇、高坝洲镇、聂家河镇、松木坪镇、枝城镇、姚家店镇、五眼泉镇、王家畈镇、潘家湾土家族乡和松宜矿区。

### 歷史行政區劃
- 清同治四年（1865年），分為14鋪（縣總鋪、蓮花鋪、橫磧鋪、漢洋鋪、紅花鋪、興善鋪、善溪鋪、新添鋪、雅石鋪、峰山鋪、安福鋪、泰山鋪、青泥鋪及青莊鋪）與13市鎮（西門長街、聶家河市、栗樹垴市、白田市、觀音橋市、灣市、茶店、紅花套市、白洋市、虎腦背市、安福寺市、北觀音橋市及林家渡市）。
- 民國十九年（1930年），分為4區：一區署駐陸城，二區署駐聶家河，三區署駐古老背，四區署駐白洋。
- 民國二十九年（1940年），轄3個區、29個鄉鎮，同年縮減為26個鄉鎮。
- 民國三十年（1941年），裁為18個鄉鎮，第一區轄6個、第二區轄7個、第三區轄5個鄉鎮。撤銷3個區署。同年長江以北因日軍侵略淪陷，江南劃為毛湖埫、潘家灣、青匯、柳津灘、漢泉、鄢家沱、松木坪、樂津、王家畈、甘愛、觀音橋11個鄉及陸城、紅花套、聶家河3個鎮。
- 民國三十三年（1944年），縣政府組建江北淪陷區辦事處，轄吳二溪、武魁場、顧家店、紫荊嶺、安福寺、古老背及白洋7個鄉鎮。
- 民國三十五年（1946年），縣參議會決議，將21個鄉鎮合併為17個：江南12個（陸城鎮、蓮花鄉、文英鄉、文萃鄉、文華鄉、漢中鄉、漢源鄉、漢泉鄉、紅安鄉、紅蘭鄉、紅花鄉及紅岩鄉），江北5個（猇亭鎮、新善鄉、福山鄉、雅峰鄉及青泥鄉）。
- 民國三十六年（1947年），紅安鄉易名為青匯鄉，紅蘭鄉易名為青平鄉，紅花鄉易名為青蘭鄉，紅岩鄉易名為青岩鄉。
- 民國三十八年（1949年）5月，撤江北淪陷區辦事處。 6月全縣劃為3個區和1個督導區，各區設辦事處，仍分為17個鄉鎮。 7月16日，全縣於第二次國共內戰中再次爲中共佔領，人民政府初期仍保留了保甲組織。
- 1950年（民國三十九年）3月，撤銷鄉、保、甲，建立鄉人民政府。
- 1953年，劃分為9個區（姚店區、白洋區、安福寺區、古老背區、紅花套區、石門區、聶家河區、潘灣區及王畈區）和1個鎮（城關鎮）。
- 1955年2月，省枝江入宜都，區劃為13個區（姚店區、白洋區 、安福寺區、古老背區、紅花套區、聶家河區、潘灣區、枝城區、茶園區、百裡洲區、新場區、問安區及仙女區）和2個鎮（城關鎮及江口鎮）。
- 1956年，撤銷13個區公所設立16個指導組。
- 1957年11月，撤銷指導組，設12個區。
- 1958年，“人民公社化”運動中，劃為姚店、紅花套、白洋、安福寺、聶家河、潘灣、王畈、枝城、新場、百里洲、問安及仙女12個人民公社和城關、枝江2個鎮。
- 1961年5月，撤人民公社建區，增設江口鎮。
- 1962年10月22日，復置枝江縣。 次年11月，宜都、枝江分署辦公。宜都縣劃為6個區（姚店、紅花套、聶家河、潘灣、王畈及枝城和2個鎮（城關和枝城）。
- 1975年11月5日，撤銷原6個區，建11個人民公社：姚店公社、紅花套公社、古老背公社、聶家河公社、潘灣公社、毛湖埫公社、王畈公社、松木坪公社、五眼泉公社、枝城公社、黎坪公社。城關鎮和枝城鎮仍為縣轄鎮。
- 1981年6月，城關鎮易名為陸城鎮。
- 1982年12月7日，古老背鎮劃歸枝江縣。
- 1984年，撤人民公社建8個區（姚店、紅花套、枝城、 松木坪、聶家河、王畈、毛湖埫及潘灣區）和2個鎮（陸城鎮和枝城鎮）。
- 1985年11月16日，調整為5個鎮（陸城、枝城、紅花套、聶家河及松木坪和4個區（姚店、毛湖埫、潘灣、王畈）。
- 1987年9月，撤4個區，設7個鄉：姚家店、曾家崗、黎家坪、王家畈、毛湖埫、潘家灣和五眼泉鄉。
- 1988年2月，撤陸城鎮、枝城鎮設陸城街道辦事處、枝城街道辦事處和洋溪街道辦事處，全縣轄3個街道辦事處、3個鎮和7個鄉。
- 1998年1月，撤曾家崗鄉建為高壩洲鎮。
- 2001年2月，毛湖埫鄉并入王家畈鄉，洋溪鎮、黎家坪鄉并入枝城鎮。

## 事件
1. 反贪局长高登喜离奇死亡事件：宜都市人民检察院反贪污贿赂局副局长高登喜自2010年1月27晚失踪，2月24日上午现尸长江。警方尸检后发现其胃内有很多水而称其为落水溺亡，但家属感到疑惑。[5]

## 国家级非物质文化遗产代表性项目
- 青林寺谜语